# Nikolaj Peyk
Nikolaj Peyk (født 22. juli 1966 i København) er en dansk rapper, manuskriptforfatter og instruktør, der bl.a. er kendt for at have været producer og sangskriver i Østkyst Hustlers og MC Einar. Med Østkyst Hustlers har Nikolaj Peyk modtaget ni Danish Music Awards, bl.a. har han to gange været "Årets Sangskriver". I 1988 skrev han julesangen "Jul det' cool" til MC Einar, en sang der sidenhen er blevet én af de mest spillede julesange i radioen.
Siden år 2000 har Nikolaj Peyk primært arbejdet i film- og tv-branchen som manuskriptforfatter. Fra 2009 begyndte han desuden at producere og instruere tv-serier, og i 2016 instruerede han sin første spillefilm. Han har desuden været bestyrelsesmedlem i Danske Dramatikere.

## Karriere
Peyk havde som ung stor interesse i hiphopkulturen, der på dette tidspunkt var begrænset til få mennesker i den københavnske undergrund. Da han så den amerikanske hip hop-film Wild Style fra 1983 blev han grebet af den del af hip hoppen, som omhandlede graffiti. Han endte med at blive den første, der malede graffiti på en togvogn. Trods hans store ønske om at male den første hele togvogn over, så formåede et par andre at gøre dette først, hvorefter han droppede graffitien. I stedet vendte han sig mod rap, som hidtil kun havde været på engelsk. Peyk var overbevist om, at det kunne gøres på dansk.
Sammen med sine venner Jan Kabré forsøgte han sig, men det fungerede ikke. Han mødte Einar Enemark, som han kendte fra folkeskolen, og fandt ud af, at han kunne rappe på en god måde, selvom han ikke var inde i hip hop-kulturen. Dette blev starten på MC Einar, der var med til at skabe et gennembrud for rap og hip hop i Danmark. De udgav Den nye stil i 1988 og oplevede enorm succes. Med "Jul det' cool", som udkom senere samme år, blev de endnu mere mainstream, hvilket resulterede i, at de blev frosset ud i hip hop-kulturen. Peyk har efterfølgende udtalt, at nummeret er dét som har betydet mest for hans karriere.
I 1989 blev Peyk uddannet reklamefotograf fra Københavns Tekniske Skole.
Peyk arbejdede videre på MC Einars andet album Arh Dér!, men skrev mere for sig selv end for gruppen. Gruppen endte med at gå i opløsning.
I 1993 dannede Peyk Østkyst Hustlers sammen med Jazzy H og Bossy Bo efter de havde samarbejdet på rap-radioføljetonen Bo han hadede ikke julen, men det var tæt på på P3's Børneradio. I 1995 udkom deres første album, Verdens længste rap, og blev en stor succes. De modtog adskillige priser og nomineringer ved Danish Music Awards.
I 2003 skrev han manuskript og musik til tv-julekalenderen Jul på Vesterbro med Anders Matthesen.
I januar 2020 udgav Østkyst Hustlers for første gang et nyt studiealbum i 22 år under titlen Titusind Timer.
I 2025 beskæftiger Peyk sig som taxichauffør på Sjælland.

## Filmografi
- Monas verden (2001), manuskript
- Jul på Vesterbro (2003), manuskript og musik
- Inkasso (2004), manuskript
- Den Sorte Madonna (2007), manuskript
- Comedy Kuren (2008), instruktion og manuskript
- Hvor fanden er Herning? (2009), instruktion, manuskript og musik
- Olsen-banden på de bonede gulve (2010), manuskript
- Tung Metal (2010), instruktion og manuskript
- Pendlerkids (2012-2014), manuskript
- Fra Sydhavn til West Coast (2013), manuskript og instruktion
- Panisk Påske (2015), manuskript og instruktion
- Undercover (2016), manuskript og instruktion

## Diskografi

### MC Einar
- Den nye stil – (1988), CBS Records
- Jul det' cool – (1988), CBS Records
- Arh Dér! – (1989), CBS Records
- Og Såd'n Noget – (1994), Sony Music/Pladecompagniet

### Østkyst Hustlers
- Verdens længste rap – (1995), Sony Music/Pladecompagniet
- Fuld af løgn – (1996), Sony Music/Pladecompagniet
- Så hold dog kæft – (1998), Sony Music/Pladecompagniet
- Hustlerstil 1995-2005 – (2005), Sony Music
- Titusind Timer - (2020), Mermaid Records